# Aenictus arabicus
Aenictus arabicus  (лат.) — вид муравьёв-кочевников рода Aenictus. Эндемики южного Саудовской Аравии. 

## Описание
Длина рабочих около 3 мм. От близких видов (Aenictus rhodiensis из Греции) отличается следующими признаками: более мелкими размерами; пропорциями головы, головной индекс (= соотношение ширины/длины головы) маленький; затылочные углы латерально округлые; скапус усика короткий и не достигает затылочный край головы на две трети её длины; 2–8 членики жгутика усика примерно в 2 раза длиннее своей ширины; развит субпетиолярный вырост; брюшко и клипеус жёлтые, зубцы жвал красновато-коричневые. 
Усики 10-члениковые. Голова гладкая и блестящая. Клипеус по переднему краю с несколькими зубчиками. На жвалах около 10 зубцов. Основная окраска желтовато-коричневая. Стебелёк между грудкой и брюшком у рабочих состоит из двух члеников, а у самок и самцов — из одного (петиоль). Глаза у рабочих отсутствуют. Промезонотальная борозда не развита, пронотум и мезонотум слиты. 
Видовое название  дано по месту обнаружения (Аравия).